# Los Angeles Aztecs 1974
Questa pagina raccoglie i dati riguardanti i Los Angeles Aztecs nelle competizioni ufficiali della stagione 1974.

## Stagione
Gli esordienti vennero affidati ad Alex Perolli che costruì una squadra con una forte ossatura ad impronta latino-americana e di Trinidad e Tobago. La prima scelta del draft fatta dai californiani fu José López, proveniente dagli UCLA Bruins. Per rodare la squadra vennero organizzate amichevoli con importanti formazioni messicane.
La squadra dopo aver vinto la Western Division, con il massimo punteggio rispetto a tutte le altre franchigie, nei play off giunse ad affrontare in finale i Miami Toros. La finale si risolse ai rigori, che videro prevalere i californiani che così si aggiudicarono il torneo.

## Organigramma societario
Area direttiva
- Proprietario: Jack Gregory[2]

Area tecnica
- Allenatore: Alex Perolli
- Assistente allenatore: Ricardo Ordoñez[2]

## Rosa
| N.    |                              | Ruolo | Calciatore         |
| ----- | ---------------------------- | ----- | ------------------ |
| 1     | Trinidad e Tobago (bandiera) | P     | Kelvin Barclay     |
| 1     | Messico (bandiera)           | P     | Blas Sánchez       |
| 2     | Argentina (bandiera)         | D     | Ricardo De Rienzo  |
| 3     | Trinidad e Tobago (bandiera) | D     | Ramon Moraldo      |
| 4     | Messico (bandiera)           | D     | Sergio Martínez    |
| 5     | Argentina (bandiera)         | D     | Mario Zanotti      |
| 6     | Messico (bandiera)           | C     | Pedro Martínez     |
| 7     | Stati Uniti (bandiera)       | A     | Douglas McMillan   |
| 8     | Brasile (bandiera)           | C     | Renato Costa       |
| 9     | Uruguay (bandiera)           | A     | Uruguay Graffigna  |
| 10    | Uruguay (bandiera)           | C     | Luis Marotte       |
| 11    | Trinidad e Tobago (bandiera) | C     | Tony Douglas       |
| 11/14 | Trinidad e Tobago (bandiera) | A     | Leo Brewster       |
| 12    | Uruguay (bandiera)           | D     | Julio César Cortés |

| N. |                        | Ruolo | Calciatore            |
| -- | ---------------------- | ----- | --------------------- |
| 13 | Stati Uniti (bandiera) | A     | Jerry Kazarian        |
| 14 | Cile (bandiera)        | C     | Manuel Rodríguez Vega |
| 15 | Stati Uniti (bandiera) | A     | José López            |
| 16 | Stati Uniti (bandiera) | D     | Yeprem Nersepian      |
| 18 | Turchia (bandiera)     | A     | Paynof Filotis        |
| 20 | Stati Uniti (bandiera) | P     | Frederik Sipman       |
|    | Messico (bandiera)     | A     | Miguel Brigida        |
|    | Spagna (bandiera)      | P     | Ricardo Ordoñez       |
|    | Argentina (bandiera)   | A     | Héctor Bentran        |
|    | Stati Uniti (bandiera) | C     | Davit Çoşkun          |
|    | Brasile (bandiera)     | A     | Iris DeBrito          |
|    | Stati Uniti (bandiera) | D     | Siragan Elian         |
|    | Argentina (bandiera)   | C     | Miguel Ferrari        |
|    | Jugoslavia (bandiera)  | P     | Nile Ilich            |